# Paul Bourget
Paul Charles Joseph Bourget (2. září 1852 Amiens – 25. prosince 1935 Paříž) byl francouzský spisovatel, který působil především jako romanopisec.

## Život a dílo
Vyrostl v Clermont-Ferrand, kde jeho otec Justin Bourget (1822–1887) získal univerzitní profesuru a později se stal rektorem. Paul Bourget ztratil svou matku Annu roz. Valentinovou (1816–1858) ve věku 6 let. Jeho otec se po pěti měsících vdovství znovu oženil. 
V 15 letech Paul Bourget přišel do Paříže a dokončil poslední ročníky střední školy na proslulém Lycée Louis-le-Grand. V roce 1870 zažil na vlastní kůži povstání Pařížské komuny, které po prvotním projevu sympatií k revolucionářům posílilo jeho konzervativní postoj. Během následujících studií literatury navázal kontakty se skupinou básníků zvaných Parnasové, psal poezii, kterou v roce 1875 poprvé vydal knižně, a působil jako literární publicista, zejména jako divadelní kritik. Během této doby se setkal s Léonem Bloyem.
Kolem roku 1880 napsal sérii portrétů významných moderních autorů, včetně Charlese Baudelaira, Ernesta Renana, Stendhala, Hippolyta Tainea, které publikoval v roce 1883 ve velmi uznávaném svazku Essais de psychologie contemporaine. Poté se vypracoval v romanopisce, který se soustředil i na psychologii svých postav a vědomě se tak distancoval od naturalismu à la Goncourt nebo Zola. Nejznámějšími tituly těchto prvních romanopiseckých let byly Cruelle énigme (Krutá hádanka, 1885), Un Crime d'amour (Zločin lásky, 1886), André Cornélis (1887), Mensonges (Lži, 1887).
Poté se Bourget začal orientovat na morálněji zaměřené romány. Některá z jeho děl jsou prodchnuta morální atmosférou Auvergne, jako je Le Disciple (Učedník, 1889), jehož děj se odehrává v módním pařížském prostředí a točí se kolem kompulzivního mladého analytika sebe sama a sebevraždy mladé ženy, která ho miluje a kterou svede a dožene k smrti; Un drama dans le monde (Drama ve světě) a Le Démon de midi (Půlnoční démon), částečně napsaný v Clermontu v roce 1912.
V roce 1894 byl přijat do Académie française. V roce 1898, v době Dreyfusovy aféry, byl sympatizantem nacionalistické Action française.
V roce 1901 se vrátil ke zbožnosti svého dětství a odpovídajícími tématy se zabýval ve svých románech. Sociální historici považují jeho romány za pokladnici informací o životním stylu a představivosti pařížské buržoazie Belle Époque.

### V češtině
- Žák: román – překlad a doslov Emanuel rytíř z Čenkova. Praha: Časopis českého studentstva, 1890[1]
- Z velkého světa: román – př. Jiří Guth. Praha: Josef Richard Vilímek, 1893
- Steeple-chase: (Maurice Olivier) – př. Em. ryt. z Čenkova. Praha: František Šimáček, 1895[2]
- Idyla tragická: (Mravy kosmopolitické) – př. Stanislav Mašek. Praha: Národní listy, 1899
- Studie ze současné psychologie – př. Jan Mauer. Praha: Josef Pelcl, 1903[3]
- Milosrdenství ženy a jiné povídky – př. Jiří Guth. Praha: Máj, 1906
- Rozvod – př. Rudolf Linhart. Brno: Papežská knihtiskárna benediktů rajhradských, 1906[4]
- Poutnice – př. Karel Kolman. Praha: Jan Otto, 1908[5]
- Podoba – in: 1000 nejkrásnějších novel... č. 37; př. Václav Jiřina; úvod František Sekanina; s. 61–75. Praha: J. R. Vilímek, 1912
- Modrá vévodkyně – př. Bedřich Spurný. Rokycany: Krameriova knihovna, 1913?
- Smysl smrti – př. Lothar Suchý. Praha: František Topič, 1919
- Lazarina – př. Boh. Kyselý. Olomouc: Eva, 1919
- Žák – př. Karel Koschin. Praha: Alois Srdce, 1921
- André Cornélis: román – př. Franta Štěpánek. Praha: Máj, 1921
- Etapa: román – př. František Odvalil. Praha: Čsl. akciová tiskárna, 1923
- V poutech: román – př. V. Hladký. Kroměříž: Globus, 1924
- Tři malé dívky – z knihy Pastels př. Milan Fučík. Praha: J. Otto, 1925[6]
- Laborantka – př. František Stuchlý; il. Václav Boštík. Praha: Lidová demokracie, 1959